# LR Health & Beauty Systems
LR Health & Beauty Systems GmbH ist ein deutsches Netzwerk-Marketing-Unternehmen im Bereich Gesundheits- und Schönheitsprodukte. Es wurde 1985 von Helmut Spikker und Achim Hickmann im westfälischen Ahlen unter dem Namen LR Cosmetic & Marketing GmbH gegründet.

## Produkte
Unter dem Motto „More quality for your life“ produziert und vertreibt die LR-Gruppe verschiedene Gesundheits- und Pflegeprodukte. Zum Produktangebot gehören Nahrungsergänzungsmittel, kosmetische Pflegeserien, Parfüm sowie Accessoires. Gemäß dem Jahresabschluss zum 31. Dezember 2008 erfolgt die Produktion der eigenen Kosmetik- und Pflegeartikel ausschließlich am Standort in Ahlen, Nahrungsergänzungsprodukte werden bei externen Zulieferern hergestellt und abgefüllt. Dekorative Kosmetik und Accessoires werden als Handelswaren hauptsächlich aus Südostasien importiert. Am 16. Oktober 2013 eröffnete LR ein neues Forschungs- und Entwicklungszentrum für Nahrungsergänzungsmittel und Diätprodukte in Ahlen (Nordrhein-Westfalen) mit einer Größe von 320 Quadratmetern, 2018 folgte die Eröffnung einer 4.000 Quadratmeter großen Produktionsstätte für Aloe-Vera-Produkte.

## Unternehmen
Nach eigenen Angaben entwickelte sich der Umsatz von LR Health & Beauty Systems von 1985 0,4 Mio. €, 1994 120 Mio. € auf 2006 325 Mio. €. 2009 erzielte LR Health & Beauty Systems laut dem im elektronischen Bundesanzeiger veröffentlichten Jahresabschluss zum 31. Dezember 2009 einen Gesamtumsatz von 153,1 Millionen Euro gegenüber 139,3 Millionen im Vorjahr. Davon wurden in Deutschland ungefähr 73 Prozent erzielt. Mit insgesamt 28 internationalen Vertriebsgesellschaften ist LR Health & Beauty weltweit aktiv. 2011 setzte LR in all seinen Märkten gesamt 230 Millionen Euro um, im ersten Halbjahr 2012 sei der Umsatz um fünf Prozent gestiegen.
2014 erwirtschaftete LR einen Umsatz von 228 Millionen Euro. Hauptwachstumstreiber bei der Umsatzsteigerung von 15 % im Jahr 2016 waren laut LR-Angaben internationale Märkte wie Türkei, Italien, Polen, Belgien, Niederlande und Spanien, aber auch der deutsche Markt sei gut gewachsen.
2016 kündigte LR Investitionen von ca. 10 Millionen Euro in eine neue Produktionsstätte an, deren Bau im Februar 2017 startete. Sie wurde am 9. Februar 2018 in Ahlen eingeweiht. Dort werden nach Angaben des Unternehmens jährlich ca. 12.000 Tonnen Aloe-Vera-Blätter verarbeitet und die sog. Aloe-Vera-Drinking-Gele hergestellt.
LR beschäftigt weltweit insgesamt 1.268 Mitarbeiterinnen und Mitarbeiter, davon 731 in Deutschland (Stand: 31. Dezember 2020). 2021 lag der Umsatz bei 296 Millionen Euro.
Im Juni 2011 startete das Unternehmen für Kosmetik, Gesundheit und Körperpflege sein Geschäft in Russland. Das Produktsortiment der LR Health & Beauty Systems GmbH wird dort über die Standorte Moskau und St. Petersburg vertrieben. Im September 2012 ist LR auch in den Markt Kasachstan eingestiegen.
LR Health & Beauty Systems befand sich im Besitz der US-amerikanischen Private-Equity-Gesellschaft Apax Partners, die Ende 2004 eine Minderheitsbeteiligung übernahm und ab 2009 die Mehrheit hielt. Ab 2013 gehörte LR zum Portfolio der Investmentgesellschaften Quadriga Capital und Bregal Capital. Seit Sommer 2018 gehört LR zu 100 % zum Portfolio der Quadriga Capital.
LR ist als Mitglied u. a. in folgenden Verbänden organisiert:
- Bundesverband deutscher Industrie- und Handelsunternehmen für Arzneimittel, Reformwaren, Nahrungsergänzungsmittel und Körperpflegemittel e. V. (BDIH),
- Bundesverband Direktvertrieb Deutschland e. V. (BDD),
- Direct Selling Europe (DSE),
- Lebensmittelverband Deutschland,
- Food Supplement Europe,
- Industrieverband Körperpflege und Waschmittel (IKW) und
- International Aloe Science Council (IASC).

## Vertriebswege
Der Produktvertrieb erfolgt durch sogenanntes Netzwerk-Marketing, das auch unter dem Begriff Multilevel-Marketing bekannt ist. Laut Unternehmensangaben sind ca. 300.000 selbständige LR-Partner dem Vertriebssystem angeschlossen. Allerdings betätigt sich nur ein kleiner Teil davon als Vertriebspartner, während der Großteil die Produkte lediglich für den Eigenbedarf kauft.

## LR Global Kids Fund
LR Health & Beauty Systems GmbH engagiert sich seit Januar 2009 weltweit karitativ durch seine Kinderhilfsorganisation LR Global Kids Fund e. V., die bislang mehr als vier Millionen Euro an Spenden eingenommen hat. Sie unterstützt u. a. mit dem Verkauf von Spendenprodukten wie beispielsweise einer Weihnachtstasse karitative Projekte wie RTL-Kinderhäuser oder SOS-Kinderdörfer. In Ahlen wurde die Kindereinrichtung „Lunch Club“ eröffnet, deren Aktionen die Mitarbeiter im Rahmen des Programms „Hands on“ unterstützen können; sie werden für diesen Einsatz von der Arbeit freigestellt.

## Sponsoring
Nachdem Unternehmensgründer Helmut Spikker den fast bankrotten Fußballverein TuS Ahlen übernommen hatte, benannte sich dieser in LR Ahlen (Leichtathletik Rasensport Ahlen e. V.) um. LR Health & Beauty Systems wurde gleichzeitig Hauptsponsor und das neue Vereinslogo erinnerte stark an das Firmenlogo von LR. Der Verein LR Ahlen bestand zwischen 1996 und 2006. In dieser Zeit bestritt LR Ahlen sechs Spielzeiten in der 2. Fußball-Bundesliga. Nach dem Abstieg in der Saison 2005/06 zogen sich Spikker als Vereinspräsident und LR Health & Beauty Systems als Sponsor zurück. Der Verein wurde später in Rot Weiss Ahlen umbenannt.

## Kritik
Wie andere Unternehmen, die mit Strukturvertrieb und Multi-Level-Marketing arbeiten, steht LR Health & Beauty Systems GmbH aufgrund des Umgangs mit Vertriebspartnern in der Kritik. Diese müssten viel Geld zahlen, um Vertriebspartner zu werden beziehungsweise zu bleiben, würden aber nur minimal bezahlt, was häufig zu schweren finanziellen Verlusten führe. Vorwürfen zufolge nutzt das Unternehmen dabei emotionale Manipulation und unrealistische Versprechungen, um Vertriebspartner trotz Verlusten im System zu halten. Darüber hinaus sprechen Kritiker aufgrund der aggressiven Rekrutierung und der großen Anzahl an Vertriebspartnern (300.000) sowie wegen der finanziellen Anreize zur Rekrutierung von Vertriebspartnern durch Vertriebspartner von einer Ähnlichkeit zu Schneeballsystemen.
LR Health & Beauty Systems wird außerdem dafür kritisiert, Diät- und Nahrungsergänzungsprodukte ohne nachgewiesene Wirksamkeit oder sogar mit falschen Versprechungen zu unangemessen hohen Preisen zu vertreiben. So hätten beispielsweise das von dem Unternehmen vertriebene „Aloe Vera Drinking Gel“ sowie weitere vom Unternehmen vertriebene Aloe-Produkte keine nachgewiesene Wirkung. Ebenfalls hätte LR Health & Beauty Systems Anfang 2006 auf dem Höhepunkt der Vogelgrippen-Epidemie „Cistus Incanus“-Kapseln vertrieben und dabei auf Verkaufsveranstaltungen und im Internet mit einer unbelegten antivirale Wirkungen geworben.

## Belege
1. ↑  Handelsregisterauszug
2. ↑  LR World: Finanzbericht 2020
3. ↑  Hans-Peter Canibol: LR Health & Beauty Systems - Der Duft des Erfolgs. Focus online, 27. November 2006, abgerufen am 4. April 2008 (deutsch).
4. ↑  LR Health & Beauty Systems GmbH: Jahresabschluss zum 31. Dezember 2008. Ahlen, 1. April 2009. Veröffentlicht im elektronischen Bundesanzeiger.
5. ↑  LR eröffnet eigenes Forschungszentrum. Abgerufen am 1. Mai 2021.
6. ↑  LR Health & Beauty Systems: Innovative Technik für Qualität „Made in Germany“. Abgerufen am 1. Mai 2021.
7. ↑  Europas modernste Aloe Vera-Produktionsstätte eröffnet: LR Health & Beauty produziert bis zu 20.000 Liter Aloe Vera-Drinking-Gel pro Tag. Businesswire, 9. Februar 2018, abgerufen am 2. November 2022.
8. ↑  Image-Broschüre von LR Art. Nr. 91194-001. In der gleichen Broschüre, die wohl 2007/08 erschienen ist, wird von "250.000 selbständigen LR-Partnern in 26 Ländern Europas sowie Australien und Neuseeland" gesprochen. Siehe auch Abschnitt "Kritik"
9. 1 2  Jahresabschluss zum 31. Dezember 2009 der LR Health & Beauty System GmbH. Elektronischer Bundesanzeiger, abgerufen am 9. Januar 2012.
10. ↑  handelsblatt.com: LR Beauty soll wieder verkauft werden
11. ↑  LR World: Bilanz 2016
12. ↑  Ahlener Zeitung: 10 Millionen Euro fließen in neue Produktionshalle
13. ↑  LR Corporate News: LR Gruppe erzielt neuen Umsatzrekord im Geschäftsjahr 2021
14. ↑  Ost-Expansion von LR erfolgreich! (Memento vom 13. Dezember 2011 im Internet Archive)
15. ↑  direktvertrieb.de (Memento des Originals vom 10. August 2014 im Internet Archive)  Info: Der Archivlink wurde automatisch eingesetzt und noch nicht geprüft. Bitte prüfe Original- und Archivlink gemäß Anleitung und entferne dann diesen Hinweis.
16. ↑  JUVE: Schön gemacht: Bregal und Quadriga setzen bei LR-Kauf auf Hengeler und Skadden
17. ↑  Lebensmittel Zeitung „Quadriga hat bei LR Global das Sagen“, 17. August 2018
18. ↑  LR Global Kids Fund - Jahresberichte. Abgerufen am 19. Juli 2021.
19. ↑  LR | Official Website LR Health & Beauty. Abgerufen am 1. Mai 2021 (englisch).
20. 1 2  Amelia Tait: 'They have you in a cultish grip': the women losing thousands to online beauty schemes. In: The Guardian. 1. Juni 2019, ISSN 0261-3077 (theguardian.com [abgerufen am 4. April 2025]).
21. ↑  Benjamin Lamoureux: Was hinter Network-Marketing steckt: Führt es zum Reichtum oder in die Schuldenfalle? In: Tagesspiegel. 1. Juni 2024, archiviert vom Original; abgerufen am 4. April 2025.
22. 1 2  Leonie Gubela: Schuldenfalle Multi-Level-Marketing: Verheißung im Netz. In: Die Tageszeitung: taz. 20. Oktober 2024, ISSN 0931-9085 (taz.de [abgerufen am 4. April 2025]).
23. ↑  Sigrid März: Das Geschäft mit der Aloe. In: MedWatch. 21. Dezember 2022, abgerufen am 4. April 2025.
24. ↑  Stiftung Warentest: Aloe vera: Große Versprechen, wenig Belege. 10. April 2017, abgerufen am 4. April 2025.
25. ↑  Osnabrücker Zeitung „Die Leute werden für dumm verkauft“, 14. April 2006